# Паметник на Откритията
Паметникът на Откритията (на португалски: Padrão dos Descobrimentos, МФА: [pɐˈdɾɐ̃ũ duʃ dɨʃkubɾiˈmẽtuʃ]) е паметник в град Лисабон, Португалия, посветен на португалците, взели участие във Великите географски открития през 15-16 век. Разположен е край естуара на река Тежу, в квартала Санта Мария ди Белен, откъдето обикновено са потегляли корабите в онази епоха.
Паметникът на Откритията е построен през 1940 година по проект на архитекта Котинели Телмо и скулптора Леополду ди Алмейда. Той трябва да служи като временен фар по време на провеждано тогава международно изложение, но е запазен и след това. Паметникът демонстрира романтичната идеализация на португалската история, характерна за пропагандата по време на режима на Антонио ди Оливейра Салазар. Тъй като първоначално е построен с нетрайни материали, през 1960 година, по повод 500-годишнината от смъртта на Енрике Мореплавателя, е изцяло реконструиран.
Централна част на паметника представлява стоманобетонна стена с височина 52 m и с формата на корабен нос. На тясната ѝ страна, обърната към сушата, е изобразен меч, заемащ цялата височина на паметника. На срещуположната страна е разположена статуя на Енрике Мореплавателя, обърната с лице към реката. Зад него, от двете страни на централната стена, се намират статуи на мореплаватели, картографи, хора на изкуството, учени, мисионери и други известни португалци, свързани с Великите географски открития:
- Педру, принц
- Филипа Ланкастърска, кралица
- Фернау Мендиш Пинту, писател
- Гонсалу ди Карвалю, мисионер
- Енрике Карвалю, мисионер
- Луиш ди Камоинш, поет
- Нуно Гонсалвиш, художник
- Гомеш Ианиш ди Зурара, хронист
- Перу да Кувилян, пътешественик
- Йехуда Крескиш, космограф
- Педру Ешкобар, мореплавател
- Педру Нуниш, математик
- Перу ди Алинкер, мореплавател
- Жил Ианиш, мореплавател
- Жуау Гунсалвиш Зарку, мореплавател
- Фирнанду, принц
- Енрике Мореплавателя, принц
- Афонсу V, крал
- Вашку да Гама, мореплавател
- Афонсу Гонсалвиш Балдая, мореплавател
- Педру Алвариш Кабрал, мореплавател
- Фернандо Магелан, мореплавател
- Никулау Куелю, мореплавател
- Гашпар Корти-Риал, мореплавател
- Мартим Афонсу ди Соуза, мореплавател
- Жуау ди Баруш, историк
- Ещевау да Гама, мореплавател
- Бартулумеу Диаш, мореплавател
- Диогу Кау, мореплавател
- Антониу Абреу, мореплавател
- Афонсу ди Албукерки, военачалник
- Франциск Ксаверий, мисионер
- Криштовау да Гама, мореплавател